# Chevrolet Fleetmaster
Chevrolet Fleetmaster – samochód osobowy klasy pełnowymiarowej produkowany pod amerykańską marką Chevrolet w latach 1946–1948 w kilku wersjach nadwoziowych. Produkowano je w ramach trzech lat modelowych, różniących się głównie wyglądem atrapy chłodnicy. Napędzany był silnikiem R6 o pojemności 3,5 l. Na rynku amerykańskim należał do najtańszego popularnego segmentu. Wyprodukowano na rynek amerykański ponad 670 tysięcy sztuk, a nadto ponad 570 tysięcy jego podserii, faktycznie stanowiącej odrębny model Fleetline.

## Historia i opis modelu

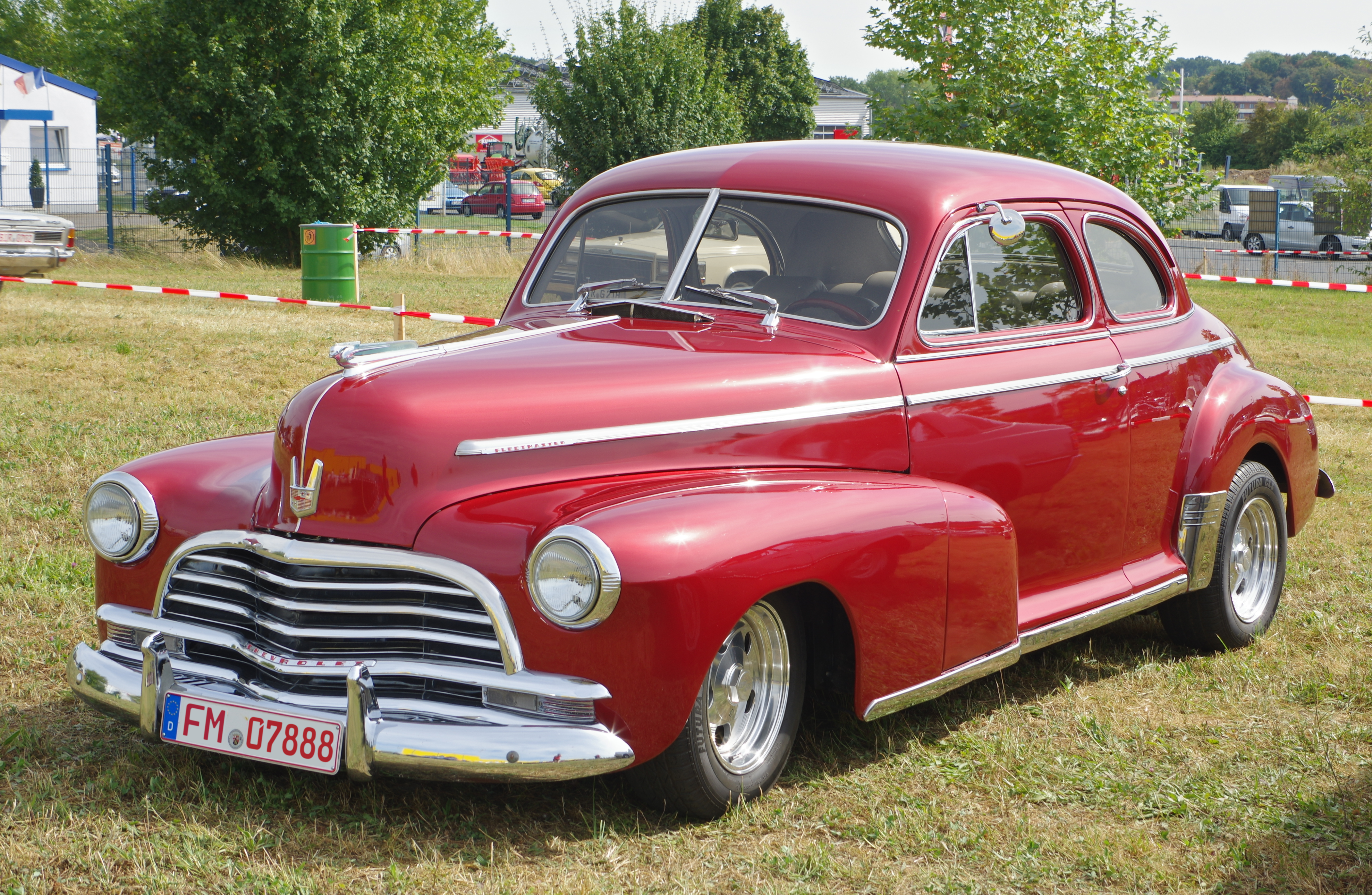
Chevrolet Fleetmaster coupe z 1946 (stuningowany)

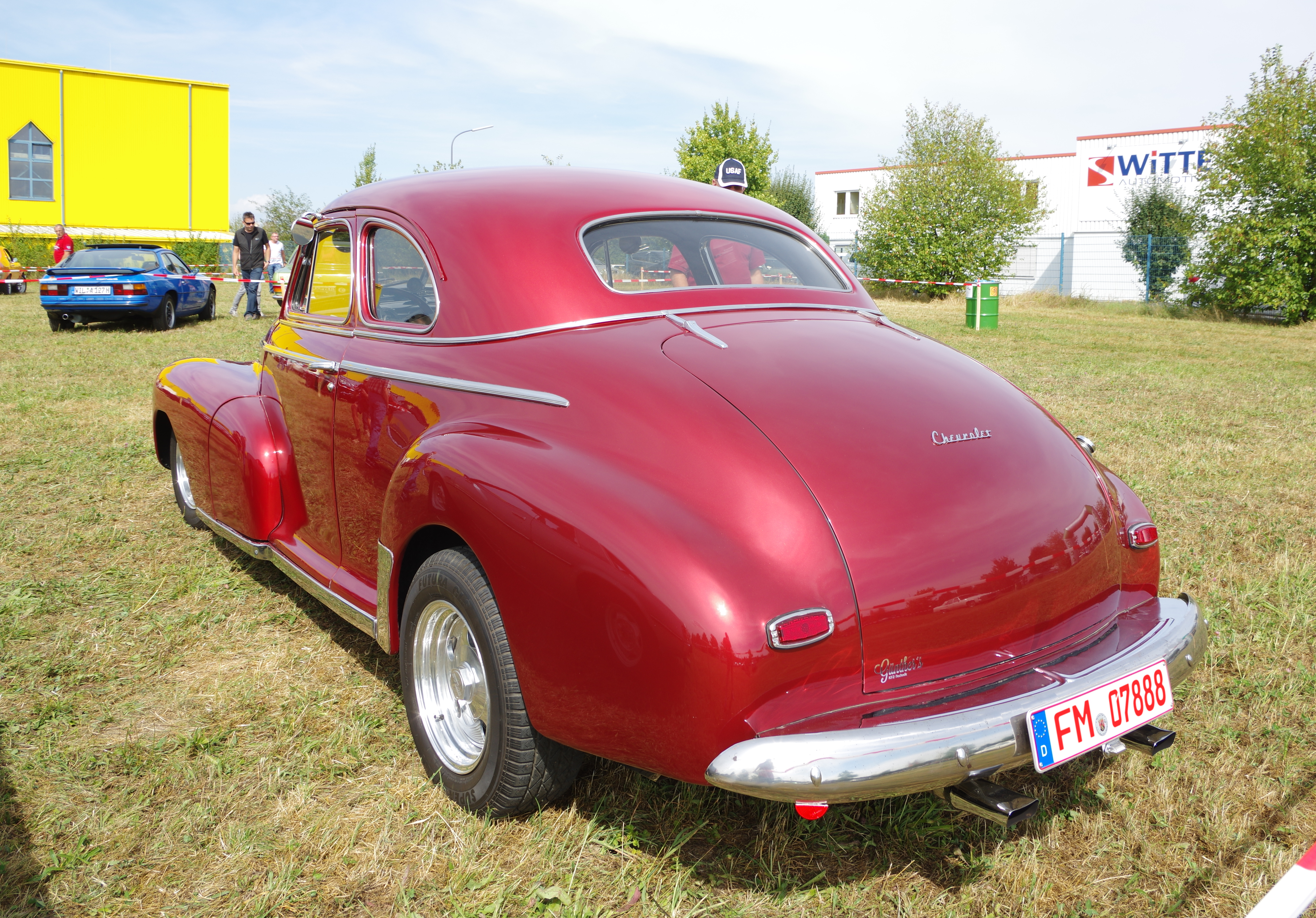
Fleetmaster coupe z 1946 – tył

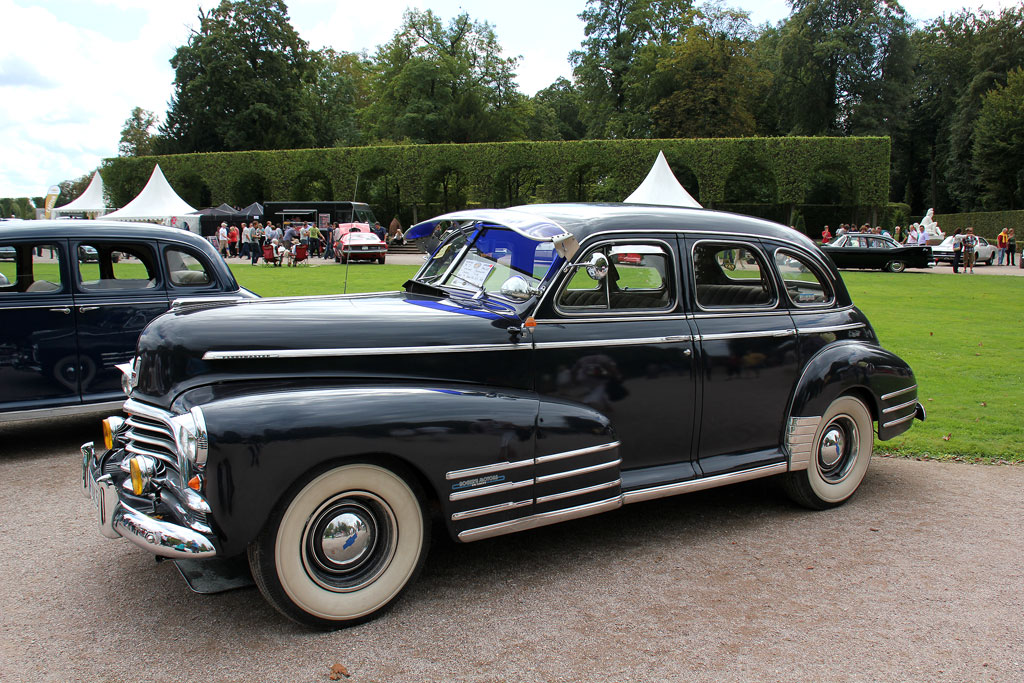
Fleetmaster sedan 4-d z 1946 (z ozdobami modelu Fleetline)

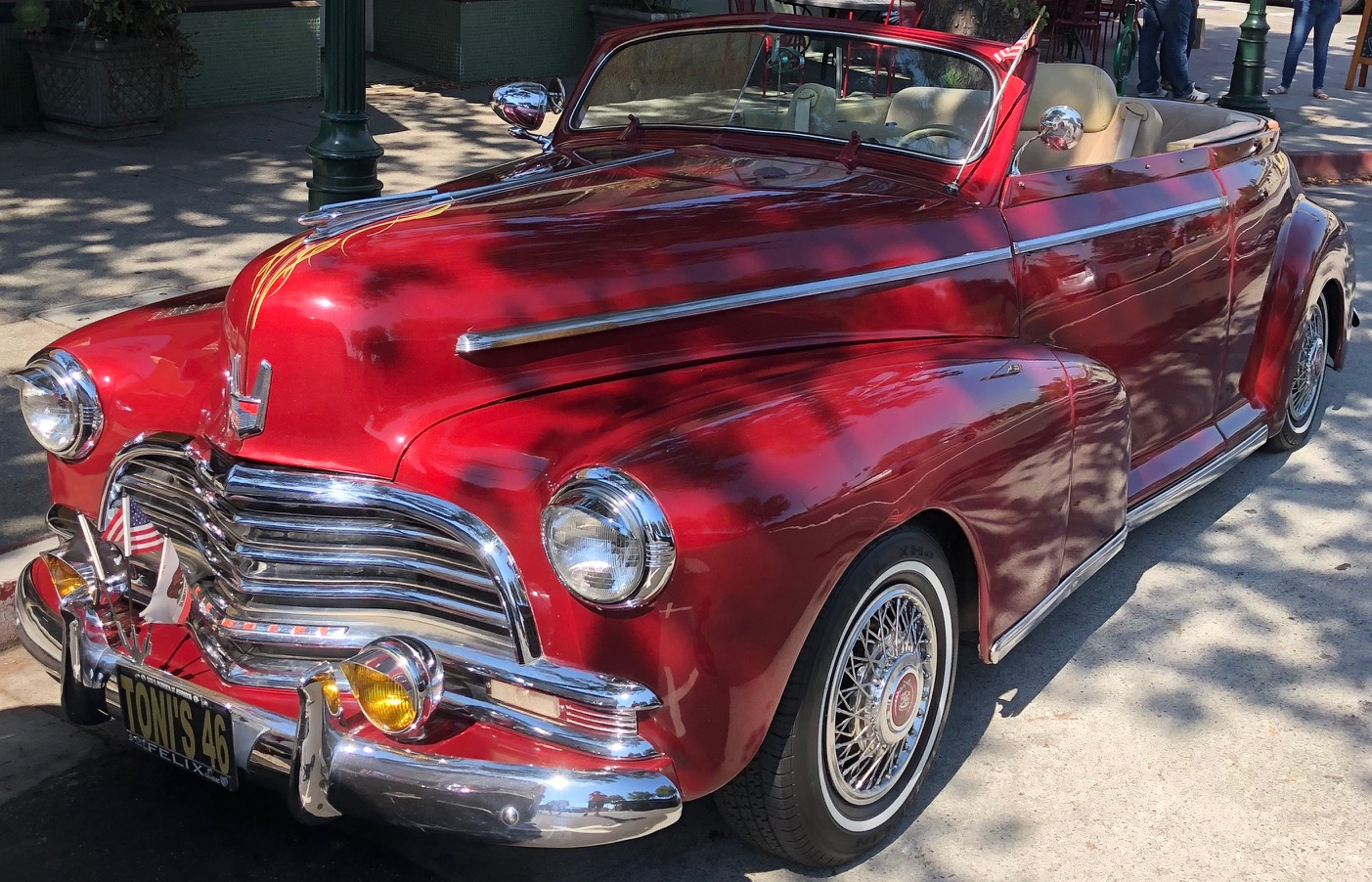
Fleetmaster convertible z 1946

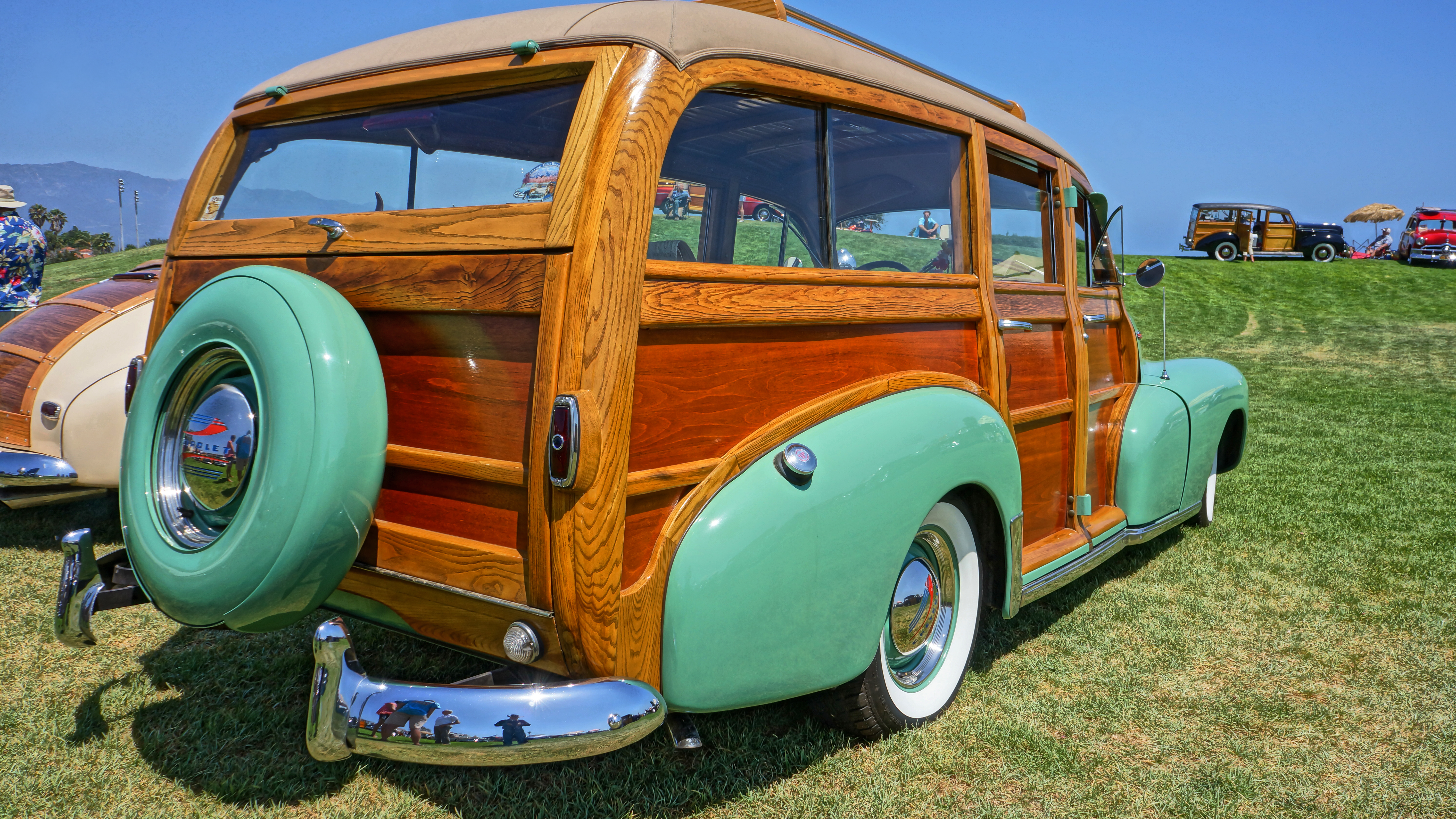
Fleetmaster station wagon (tylne światła nieoryginalne)

### Model 1946
Nazwa modelu Fleetmaster została po raz pierwszy użyta przez Chevroleta po wznowieniu produkcji samochodów po II wojnie światowej dla droższego z dwóch produkowanych wówczas modeli samochodów, będącego następcą modelu Special DeLuxe. Oba produkowane modele, Fleetmaster i Stylemaster, typowo dla tamtych czasów oparte były na takiej samej konstrukcji nadwozia A koncernu General Motors (A body) i nie różniły się wielkością ani silnikiem, a jedynie wykończeniem i wersjami nadwoziowymi. Model Fleetmaster, o kodzie fabrycznym DK, wprowadzony został do produkcji jako drugi, w kwietniu 1946 roku. Dodatkowo 5 listopada tego roku wprowadzono ponownie bardziej ekskluzywną podserię modelu Fleetmaster, oznaczoną Fleetline, traktowaną jednak marketingowo jako osobny model. Samochody Chevroleta z 1946 roku oparte były z niewielkimi tylko zmianami na przedwojennym modelu z 1942 roku, wywodzącym się z konstrukcji z 1941 roku.
Samochód miał typowe przedwojenne linie nadwozia, z wyodrębnionymi błotnikami i silnie wystającym wąskim nosem maski, aczkolwiek, zgodnie z modą przełomu lat 30. i 40., błotniki były masywne, opływowo wydłużone, płynnie łączące się z maską. Tak jak w modelu 1942 roku, tylna część długich wystających błotników przednich zachodziła na drzwi i otwierała się razem z nimi. Już w 1941 roku zastosowano natomiast progi nowocześnie zakryte dolną częścią drzwi. W stosunku do poprzedniego modelu zmianę stanowiła głównie szeroka, prosta w formie, lecz elegancka atrapa chłodnicy, którą tworzyły cztery chromowane poziome poprzeczki w obramowaniu zagiętym w dół po obu stronach. Dolna poprzeczka była dłuższa i wraz z równoległym dolnym obramowaniem atrapy obejmowała na końcach prostokątne światła parkingowe. Na nosie maski była zmieniona ozdoba i emblemat firmowy, z charakterystycznymi dla tego rocznika skrzydełkami skierowanymi do góry. Przez całą długość nadwozia, na poziomie klamek, poprowadzona była dekoracyjna listwa stalowa, z nazwą modelu w przedniej części. Przemodelowano również zderzaki, które były szersze i lekko zachodzące na boki. Model kombi (Station Wagon) miał drewniano-stalowe dekoracyjne nadwozie, ze szkieletem z mahoniowymi wstawkami, a z tyłu miał pojedyncze światło. Fleetmaster różnił się od modelu Stylemaster lepszym wykończeniem i wyposażeniem m.in. w zegar, zapalniczkę, przednie podłokietniki i osłonę przeciwsłoneczną także dla pasażera. Model Fleetline miał dodatkowo trzy ozdobne stalowe paski na błotnikach za wycięciami kół.
Chevrolet Fleetmaster był produkowany jako dwu- lub czterodrzwiowy sedan (nazwany odpowiednio Town Sedan lub Sport Sedan), dwudrzwiowe coupé, dwudrzwiowy kabriolet (Convertible) lub pięciodrzwiowe kombi (Station Wagon). Coupé i sedan miały nadwozie notchback. Ponadto, podseria Fleetline była dostępna jako dwudrzwiowy sedan (Aero Sedan) i czterodrzwiowy sedan (Sportsman Sedan). Fleetline Aero Sedan wyróżniał się tyłem fastback i dachem niższym o 14 cm.  Czterodrzwiowy sedan Fleetline Sportsman odróżniał się od zwykłego sedana Sport Sedan innym profilem dachu z tyłu, bez trzeciego okna bocznego za tylnymi drzwiami. Kabriolet miał dach rozkładany mechanicznie. Wszystkie odmiany miały taką samą długość, oprócz kombi. Wszystkie nadwozia były pięcio- lub sześciomiejscowe, z wyjątkiem ośmiomiejscowego kombi. Produkowane były w fabrykach Chevroleta w Atlancie, Baltimore, Buffalo, Flint, Janesville, Kansas City, Norwood, Oakland, Saint Louis i Tarrytown. Poza USA samochody Chevrolet były również montowane w Antwerpii w Belgii.
Samochód był napędzany przez silnik rzędowy 6-cylindrowy górnozaworowy OHV Thrift-Master o pojemności skokowej 216,5 in³ (3,5 l), z jednogardzielowym gaźnikiem, rozwijający moc brutto 90 KM. Napęd przenoszony był na koła tylne przez trzybiegową skrzynię mechaniczną. Opony miały rozmiar 6×16 cali. Rozstaw osi wynosił 116 cali (2946 mm). Koło zapasowe przewożono pionowo w bagażniku.

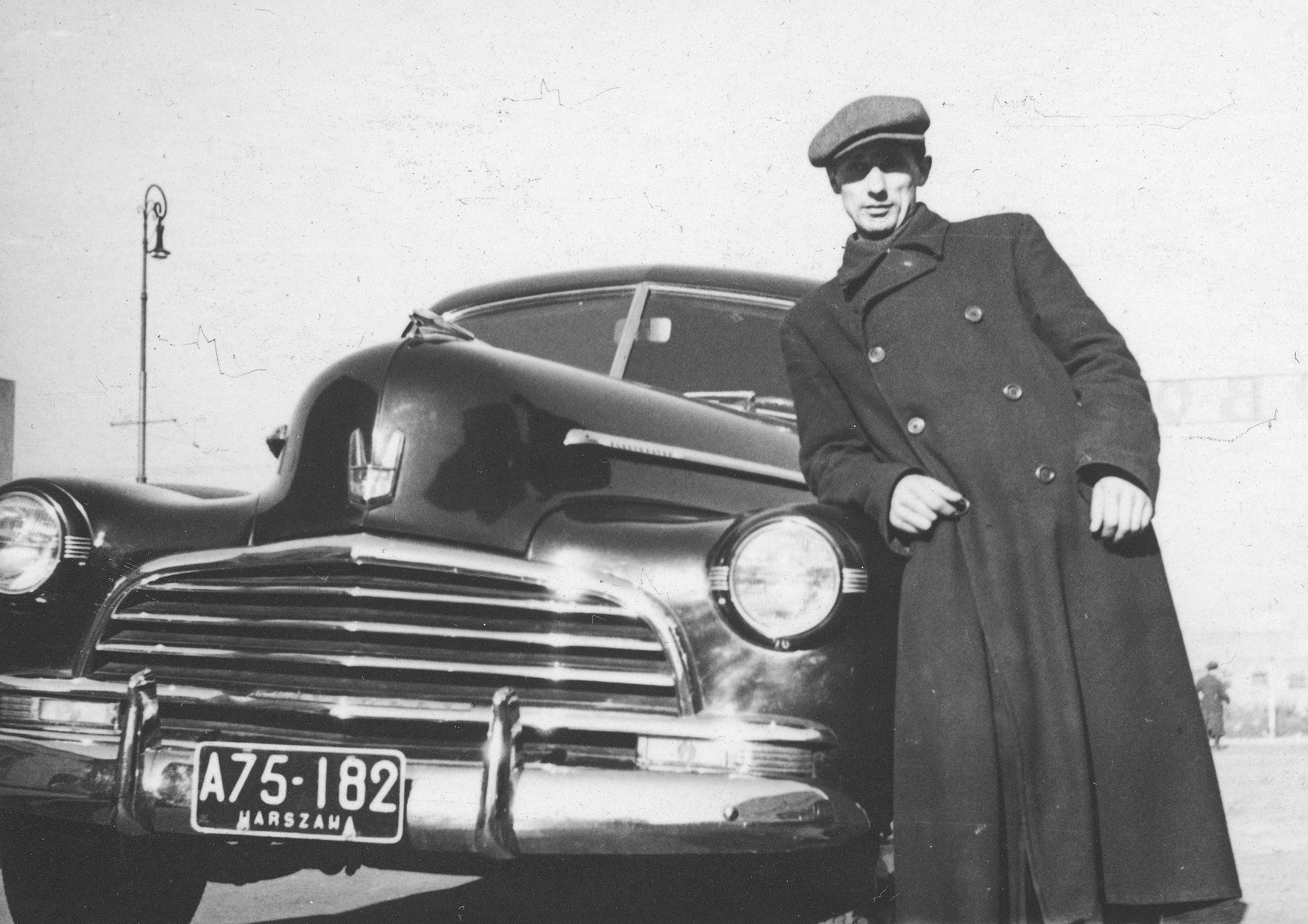
Chevrolet Fleetmaster z 1946 w służbie polskiego PCK

Ceny bazowe wynosiły od 1212 dolarów za coupe; przez 1249 dolarów za 2-drzwiowy Fleetline Aero Sedan i 1280 za 4-drzwiowy sedan do 1476 dolarów za kabriolet i 1712 za kombi. Należy zaznaczyć, że drugi model Chevroleta Stylemaster był tańszy o mniej niż 100 dolarów. W osobno płatnym wyposażeniu dodatkowym było m.in. ogrzewanie, spryskiwacze szyby i radio. Wyprodukowano w pierwszym roku na rynek USA 228 065 sztuk modelu Fleetmaster (57% produkcji Chevroleta), w tym 65 433 podserii Fleetline. Najpopularniejszy był czterodrzwiowy sedan (73 746), następnie dwudrzwiowe sedany Fleetline Aero (57 932) i Town Sedan (56 538). W pierwszym roku powstało natomiast jedynie 804 kombi i 4508 kabrioletów. Chevrolet Fleetmaster plasował się w najtańszym popularnym segmencie rynku amerykańskiego, konkurując z samochodami takimi jak Ford Super Deluxe, Plymouth Special DeLuxe i Nash 600. W pierwszym powojennym roku nie zdołał jednak pokonać Forda, zajmując drugie miejsce na rynku, częściowo z powodu trwającego do marca strajku pracowników General Motors.
Chevrolety Fleetmaster były także eksportowane, w tym do Europy. Były stosunkowo popularne też w Polsce, dokąd od 1946 roku sprowadzono ich partię na zamówienie rządu. W 1949 roku Chevrolet Fleetmaster został urzędowo zaliczony do typowych samochodów służbowych na wyposażeniu państwowych jednostek organizacyjnych w Polsce. 

### Model 1947
W styczniu 1947 roku przeprowadzono ograniczony lifting samochodu. Zmianie uległa atrapa chłodnicy z poziomymi poprzeczkami, w której na pogrubionym górnym obramowaniu umieszczono wytłoczony napis „Chevrolet”. Poprzeczki wewnątrz atrapy teraz były trzy, a na szerokość wychodziły poza obramowanie; pod dolną najdłuższą poprzeczką nadal znajdowały się prostokątne światła parkingowe. Zmieniono styl emblematu na masce, z pionowego na poziomy, ze znakiem firmowym Chevroleta na czerwonej tarczy herbowej. Zrezygnowano z bocznej listwy ozdobnej, zastępując ją przez cienką listewkę ze stali nierdzewnej podkreślającą linię okien. Nazwa modelu została natomiast umieszczona na metalowej plakietce ozdobnej w kształcie ostrza włóczni po bokach tylnej części maski. Nadal podseria Fleetline wyróżniała się trzema chromowanymi paskami na błotnikach za wycięciami kół. Wersje nadwoziowe i napęd pozostały takie same, natomiast ulepszono w podwoziu przednie amortyzatory ramieniowe.
Ceny wzrosły o 5–10%, wynosząc od 1281 dolarów za coupe przez 1345 dolarów za 4-drzwiowy sedan do 1893 dolarów za kombi. Tegoroczne modele Fleetmaster miały kod fabryczny EK. Samochody były sprzedawane od lutego 1947 roku. Wyprodukowano na rynek USA 478 522 samochody Fleetmaster, w tym 213 938 podserii Fleetline, a najpopularniejszy był dwudrzwiowy Fleetline Aero Sedan (159 407), za nim 4-drzwiowy sedan (91 440). Stanowiło to większość produkcji Chevroleta (71%) i pozwoliło wyprzedzić Forda w rocznej sprzedaży.

### Model 1948
W styczniu 1948 roku ponownie nieznacznie zmieniono stylistykę, przede wszystkim przez dodanie pionowego centralnego żebra na atrapie chłodnicy i nieco zmienionego emblematu i ozdoby na masce. Jako pakiet dealerski Country Club, autoryzowany przez fabrykę, dostępne były drewniane okleiny boków, produkowane przez Engineered Enterprises z Detroit  (za 149,50 dolarów). Wersje nadwoziowe i napęd pozostały takie same. W tym roku Fleetmaster Convertible jako pierwszy Chevrolet został wybrany jako oficjalny samochód bezpieczeństwa (pace car) wyścigu Indianapolis 500.
Ceny wzrosły o ok. 7%, wynosząc od 1381 dolarów za 2-drzwiowy sedan przez 1439 dolarów za 4-drzwiowy do 2013 dolarów za kombi. Fleetmaster nosił w tym roku kod fabryczny FK. Samochody były sprzedawane od lutego 1948 roku. Wyprodukowano 544 399 samochodów Fleetmaster 1948 rocznika, w tym 295 621 Fleetline, a ponownie najpopularniejszy był dwudrzwiowy Fleetline Aero Sedan (211 861), a następnie czterodrzwiowy sedan (93 142). Chevrolet powtórnie zajął pierwsze miejsce pod względem sprzedaży na rynku amerykańskim, przy czym Fleetmaster (wraz z Fleetline) stanowił 76% jego sprzedaży. Już w czerwcu 1948 roku konkurencyjny Ford zaprezentował pierwszy nowo skonstruowany powojenny model 1949 roku. W grudniu 1948 roku także Chevrolet wprowadził swoje nowe modele 1949 roku, zastępując nazwę modelu Fleetmaster przez oznaczenie DeLuxe (z odmianami Styleline i Fleetline).

### Produkcja w Australii
Chevrolet Fleetmaster był produkowany także przez zakłady Holden w Australii. Ponieważ jednak Holden wykorzystywał posiadane oprzyrządowanie do produkcji modelu Chevroleta z 1940 roku, australijski Fleetmaster różnił się starszym nadwoziem z tylnymi drzwiami zawieszonymi na tylnej krawędzi i otwieranymi do tyłu oraz większym bagażnikiem. Atrapy chłodnicy i ozdoby na australijskich Fleetmasterach odpowiadały modelom amerykańskim. Australijski Fleetmaster produkowany był również w latach modelowych: 1946, 1947 i 1948.

## Dane techniczne
| Model 1947                        | Model 1947                                                                                                 |
| --------------------------------- | --- |
| Wymiary:                          | |
| • Rozstaw osi:                    | 2946 mm (116″)                                                                                             |
| • Długość:                        | 5023 mm / 5270 mm kombi (197¾ / 207½″)                                                                     |
| • Szerokość:                      | 1864 mm (73,4″)                                                                                            |
| • Wysokość:                       | 1679 mm / 1763 mm (66,1″ / 69,4″)                                                                          |
| • Masa własna:                    | 1402 – 1560 kg                                                                                             |
| • Rozstaw kół:                    | 1463 mm przód, 1524 tył                                                                                    |
| Napęd:                            | |
| • Silnik:                         | gaźnikowy, R6, górnozaworowy OHV, chłodzony cieczą, umieszczony podłużnie z przodu, napędzający koła tylne |
| • Pojemność skokowa:              | 3548 cm³ (216,5 cali sześciennych)                                                                         |
| • Średnica cylindra × skok tłoka: | 89 × 95 mm (3½″ × 3¾″)                                                                                     |
| • Moc maksymalna:                 | 90 KM przy 3300 obr./min (brutto)                                                                          |
| • Stopień sprężania:              | 6,5:1 |
| • Układ zasilania:                | gaźnik Carter jednogardzielowy                                                                             |
| • Skrzynia przekładniowa:         | mechaniczna 3-biegowa                                                                                      |
| • Sprzęgło:                       | |
| • Przekładnia główna:             | hipoidalna, o przełożeniu 4,11:1                                                                           |
| • Instalacja elektryczna:         | 6 V |
| Układ jezdny:                     | |
| • Podwozie:                       | spawana rama nośna o przekroju skrzynkowym                                                                 |
| • Zawieszenie przednie:           | niezależne, resorowane sprężynami, ramieniowe amortyzatory hydrauliczne                                    |
| • Zawieszenie tylne:              | sztywna oś na podłużnych resorach półeliptycznych, ramieniowe amortyzatory hydrauliczne                    |
| • Hamulce:                        | przednie i tylne bębnowe o średnicy 279 mm                                                                 |
| • Ogumienie:                      | diagonalne o wymiarach 6×16″                                                                               |